# Det Danske Teater
Det Danske Teater är Danmarks största turnéteater. Den startades 1963 och leds sedan 2001 av Waage Sandø. De gör omkring 300 föreställningar om året.